# 旭川運転免許試験場

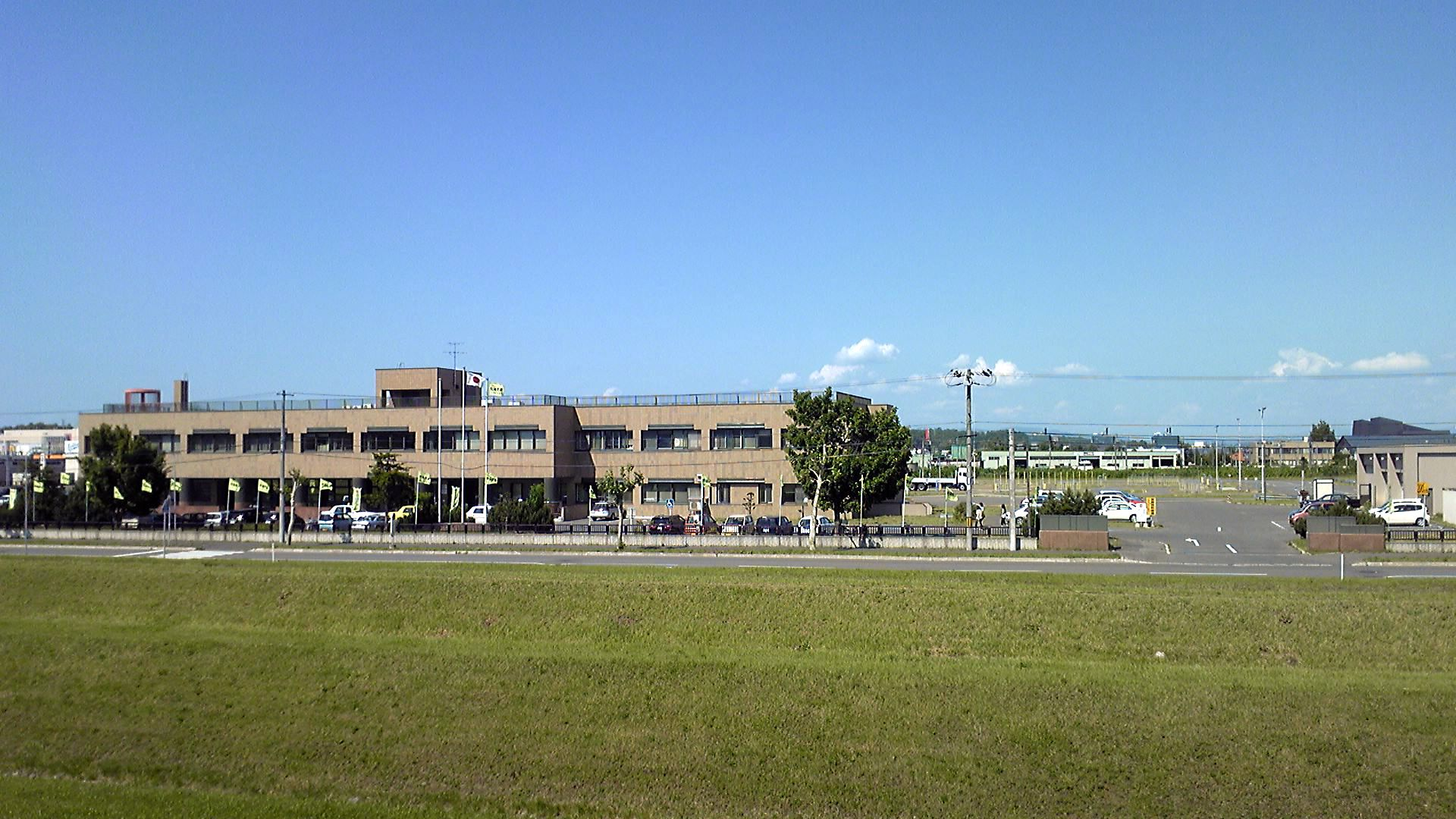
旭川運転免許試験場

旭川運転免許試験場（あさひかわうんてんめんきょしけんじょう）は、北海道警察旭川方面本部が管理する運転免許試験場である。
通称「近文」（ちかぶみ）。
通常の試験コース以外に、凍結路面やわだちなど冬季に起こりやすい道路状況を夏季でも疑似体験できる「夏期冬道運転特設コース」を併設している。同コースの講習は一般のドライバーでも受講可能（有料）。

## 所在地
- 北海道旭川市近文町17丁目2699番地5

## 管轄
- 上川地方（かみかわ）・留萌地方（るもい）および宗谷地方（そうや）の全域
- 空知地方（そらち）の北部（深川市および雨竜郡）

## 交通機関
- JR函館本線近文駅下車徒歩400メートル
- 道北バス 1条通7丁目発 運転免許試験場線(31) 「運転免許試験場」下車